# Straßensystem im Kosovo
Das Straßensystem im Kosovo wird grundsätzlich nach verschiedenen Kriterien unterteilt.

## Klassifizierung der Straßen
In der Republik Kosovo sind die Straßen folgendermaßen klassifiziert:
- Autobahnen, gekennzeichnet durch R, gefolgt von einer Ziffer und teilweise mit einer Ziffer und einem Buchstaben

- Nationalstraßen, gekennzeichnet durch M oder N, gefolgt von maximal drei Ziffern

- Regionalstraßen, gekennzeichnet durch R-, gefolgt von drei Ziffern.

- Transitstraßen, gekennzeichnet durch RT-, gefolgt von einer Zahl

## Nationalstraßen
Die Nationalstraßen (albanisch Magjistralë/Rrugët nacionale, serbisch Magistralni put/Nacionalni put) haben auf Schildern das Präfix M-, auf Karten jedoch N, gefolgt von einer maximal dreistelligen Zahl, zum Beispiel M-9, M-25 oder M-22.3. Die wichtigsten Nationalstraßen haben eine Zahl und die kürzeren Abschnitte drei Ziffern in ihrer Abkürzung.
| Nr. / Zeichen | Europastraße(n) | Von (Nord bzw. West)         | Bis (Süd bzw. Ost)            | Via                               | Länge  |
| ------------- | --------------- | ---------------------------- | ----------------------------- | --------------------------------- | ------ |
| M2            | E65 · E80       | Gazivodesee / Serbien        | Han i Elezit / Nordmazedonien | Mitrovica – Pristina              | 135 km |
| M9            |                 | Rugova-Schlucht / Montenegro | Medveda                       | Peja – Klina – Flughafen Pristina | 143 km |
| M9.1          |                 | Qafa e Morinës / Albanien    | Klina                         | Gjakova                           | 54 km  |
| M22.3         |                 | Jarinje / Serbien            | Mitrovica                     | Leposaviq                         | 53 km  |
| M25           | E80             | Vërmica / Albanien           | Podujeva / Serbien            | Prizren – Pristina                | 114 km |
| M25.2         |                 | Pristina                     | Muqibaba / Serbien            | Gjilan                            | 59 km  |
| M25.3         |                 | Shtime                       | Gjilan                        | Ferizaj                           | 71 km  |

## Regionalstraßen
Regionalstraßen (albanisch Rrugët regjionale, serbisch Regionalni put) beginnen mit R-. Fast alle Regionalstraßen sind zweispurig, nur die R-102 von Klina e Epërme nach Zabel i Ulet befindet sich momentan im vierspurigen Ausbau.
- Hintergrundfarbe grün = in Betrieb
- Hintergrundfarbe gelb = im Bau
- Hintergrundfarbe rot = in Planung

| Nr. / Zeichen | Von (Nord bzw. West)  | Bis (Süd bzw. Ost)             | Via                                 | Länge  | Baustatus  |
| ------------- | --------------------- | ------------------------------ | ----------------------------------- | ------ | ---------- |
|               | Nord-Mitrovica        | Peja                           | Gjurakoc                            | 66 km  | in Betrieb |
|               | Klina e Epërme        | Zabël i Ulët                   | Skënderaj – Drenas                  | 45 km  | in Betrieb |
|               | Banjicë               | Bellopojë                      | Istog                               | 22 km  | in Betrieb |
|               | Istog                 | Përlinë                        | Gjurakoc, Kline                     | 25 km  | in Betrieb |
|               | Vushtrria             | Klina                          | Skënderaj                           | 50 km  | in Betrieb |
|               | Zhleb / Montenegro    | Peja                           | Radac                               | 22 km  | in Betrieb |
|               | Peja                  | Prizren                        | Deçan – Gjakova                     | 70 km  | in Betrieb |
|               | Deçan                 | Kozhnjer                       |                                     | 15 km  | in Betrieb |
|               | Kozhnjer              | Montenegro 1                   |                                     |        | im Bau     |
|               | Carrabeg i Ulët       | Ponoshec                       | Junik                               | 18 km  | in Betrieb |
|               | Arllat                | Xërxë                          | Malisheva – Rahovec                 | 39 km  | in Betrieb |
|               | Kramovik              | Xërxë                          |                                     | 17 km  | in Betrieb |
|               | Bishtazhin            | Landovica                      | Kabash i Hasit                      | 36 km  | in Betrieb |
|               | Zhur                  | Restelica                      | Dragash                             | 40 km  | in Betrieb |
|               | Dragash               | Brod                           |                                     | 14 km  | in Betrieb |
|               | Prizren               | Gabrica                        | Prevalla – Štrpce                   | 61 km  | in Betrieb |
|               | Doganaj               | Glloboçica / Nordmazedonien    |                                     | 25 km  | in Betrieb |
|               | Rahovec               | Suhareka                       |                                     | 19 km  | in Betrieb |
|               | Shiroka               | Delloc                         |                                     | 13 km  | in Betrieb |
|               | Delloc                | Vërbeshtica                    |                                     |        | in Planung |
|               | Vërbeshtica           | Brezovica                      |                                     | 4,5 km | in Betrieb |
|               | Jashanica             | Duhël                          | Malisheva                           | 43 km  | in Betrieb |
|               | Besia                 | Janjeva                        | Obiliq – Sllatina – Magura – Lipjan | 66 km  | in Betrieb |
|               | Raushiq               | Zajm                           |                                     | 30 km  | in Betrieb |
|               | Gërlica               | Klokot                         | Vitia                               | 20 km  | in Betrieb |
|               | Llabjan               | Drenoc                         | Novo Brdo – Kamenica                | 36 km  | in Betrieb |
|               | Strezoc               | Kamenica                       |                                     | 12 km  | in Betrieb |
|               | Tërstena / Serbien 1  | Kormnjan                       |                                     | 29 km  | in Betrieb |
|               | Lluzhan               | Orllan / Serbien 1             |                                     | 25 km  | in Betrieb |
|               | Reçica                | Batllava                       | Podujeva                            | 35 km  | in Betrieb |
|               | Përpallac / Serbien 1 | Llapashtica e Poshtme          | Podujeva                            | 15 km  | in Betrieb |
|               | Nekadoc               | Sllakoc                        |                                     | 13 km  | in Betrieb |
|               | Sllakoc               | Llapashtica e Epërme           |                                     |        | in Planung |
|               | Llapashtica e Epërme  | Podujeva                       |                                     | 4 km   | in Betrieb |
|               | Mitrovica             | Pakashtica e Poshtme           | Stantërg – Bajgora                  | 35 km  | in Betrieb |
|               | Deçan                 | Dashinoc                       |                                     | 8 km   | in Betrieb |
|               | Dashinoc              | Bardhaniq                      |                                     |        | in Planung |
|               | Bardhaniq             | Gllogjan                       |                                     | 6 km   | in Betrieb |
|               | Junik                 | Rastavica                      |                                     | 5 km   | in Betrieb |
|               | Gjakova               | Qafa e Prushit / Albanien      |                                     | 10 km  | in Betrieb |
|               | Rahovec               | Krusha e Madhe                 |                                     | 12 km  | in Betrieb |
|               | Studençan             | Pirana                         | Mamusha                             | 13 km  | in Betrieb |
|               | Jezerc                | Ferizaj                        | Nerodime                            | 13 km  | in Betrieb |
|               | Gjergjaj              | Koshare                        |                                     | 7 km   | in Betrieb |
|               | Magura                | Blinaj                         |                                     | 3 km   | in Betrieb |
|               | Llugaxhia             | Bresalc                        | Gadime                              | 24 km  | in Betrieb |
|               | Brezovica             | Sharr                          |                                     | 10 km  | in Betrieb |
|               | Vitia                 | Letnica                        |                                     | 12 km  | in Betrieb |
|               | Budrika e Poshtme     | Stançiq                        |                                     | 22 km  | in Betrieb |
|               | Novo Brdo             | Gjilan                         | Stanishor                           | 16 km  | in Betrieb |
|               | Hodanoc               | Karaçeva e Poshtme / Serbien 1 |                                     | 7 km   | in Betrieb |
|               | Hogoshtë              | Shipashnicë e Poshtme          |                                     | 6 km   | in Betrieb |
|               | Tuxhec Serbien 1      | Kamenica                       |                                     | 24 km  | in Betrieb |
|               | Banjska               | Jashevik                       |                                     | 3 km   | in Betrieb |
|               | Bellobërda            | Dren                           |                                     | 19 km  | in Betrieb |
|               | Karashëngjergj        | Zym                            |                                     | 7 km   | in Betrieb |
|               | Mitrovica             | Shkabaj                        | Vushtrria – Obiliq                  | 35 km  | in Betrieb |
|               | Zallq                 | Zubin Potok                    |                                     | 24 km  | in Betrieb |
|               | Plava (Dragash)       | Zaplluzha                      |                                     | 10 km  | in Betrieb |

R-301 Qafa e Duhlës - Terpezë
R-302 Bec - Gllogjan
R-303 Bajnicë - Ferizaj
R-304 Caravik - Marinë

R-305 Prapashticë - Svircë

## Transitstraßen
Transitstraßen (albanisch Rrugët tranzitore) befinden sich zurzeit in Planung und werden um fast alle großen Städte des Kosovo gebaut. Sie beginnen mit einem RT-, gefolgt von einer Ziffer.
| Nr. / Name         | Stadt    | Länge | Baustatus  |
| ------------------ | -------- | ----- | ---------- |
|                    | Shtime   | 7 km  | in Betrieb |
| Unaza e Prishtinës | Pristina |       | in Planung |